# Cerkev sv. Martina, Kamnica
Cerkev sv. Martina je gotsko-baročna cerkev, ki stoji v Kamnici, župnijska cerkev župnije Kamnica. Posvečena je svetemu Martinu.
Hartvik Spanheimski je leta 1093 podaril dvorec in cerkev v Kamnici benediktincem. Cerkev so začeli obnavljati leta 1532 in jo obnavljal tri leta. Leta 1694 so ji na južni strani prizidali kapelo Rešnjega telesa, dve leti kasneje pa so na severni strani prizidali še eno kapelo.
Okoli cerkve je bilo pokopališče, kjer je stala še kostnica sv. Mihaela. Cerkev je imela pet oltarjev, največji pa je bil posvečen sv. Martinu. Prizidali so tudi baročne oboke in jih leta 1748 poslikali. V tem času je dobila tudi novo opremo, nov oltar in freske. Kupole so poslikane s prizori življenja sv. Martina.
Leta 1993 je bila v celoti obnovljena.